# Ценцяла, Анна
Анна Ценцяла (англ. Anna M. Cienciala; 8 ноября 1929, Данциг —  24 декабря 2014) — польско-американский историк, специалист по современной польской и русской истории. Автор 2 книг и свыше 40 научных статей.
Окончила Ливерпульский университет (бакалавр искусств 1952), степень магистра искусств получила в Университете Макгилла (1955). Степень PhD по истории получена в Индианском университете в Булмингтоне (1962).
Преподавала в канадских университетах, с 1965 года работает в Канзасском университете. С 2002 года на пенсии.
Эмерит-профессор истории и русских и восточноевропейских исследований Канзасского университета.

## Награды
- Командор со звездой ордена Заслуг перед Республикой Польша (2014).
- Почётный знак МИД Польши «Bene Merito» (2013).